# Vlag van Ureterp

Vlag van Ureterp

De vlag van Ureterp is de dorpsvlag van het Nederlandse dorp Ureterp, in de Friese gemeente Opsterland. De vlag werd in 1982 geregistreerd. Het ontwerp van de vlag is van de hand van P. Bultsma.

## Beschrijving
De beschrijving van de vlag is als volgt:
Geel met een groene vluchtkeper, waarvan de punt op een vierde van de lengte ligt, belegd met een geel klaverblad, en in de hijs twee zwarte molenijzers, één boven en één onder.
De kleuren zijn afkomstig van het dorpswapen.

## Symboliek
- Geel veld: verwijzing naar de ligging van het dorp op een zandrug.[3]
- Keper: staat eveneens voor de ligging van het dorp op een zandrug.[3]
- Klaverblad: symbool voor de landbouw in de omgeving van het dorp.[3]
- Molenijzers: symboliseren de vele molens die het dorp rijk was.[3] Molenijzers dienden als verzegeling van de molensteen en waren dus belangrijke voorwerpen in de molen.

## Zie ook

Wapen van Ureterp